# Konservativa gruppen
Den konservativa gruppen är en konservativ partigrupp i Nordiska rådet. Den består av 15 ledamöter från sju nationella medlemspartier i de fem nordiska staterna och från de tre självstyrande områdena. Ordförande är riksdagsledamot Hans Wallmark från Moderaterna i Sverige.

## Medlemspartier
- Det Konservative Folkeparti (KF), Danmark
- Fólkaflokkurin (Ff), Färöarna
- Nationella Samlingspartiet (saml), Finland
- Moderaterna på Åland (M), Åland
- Obunden samling (ObS), Åland
- Sjálfstæðisflokkurinn (Sj.), Island
- Høyre (H), Norge
- Moderata samlingspartiet (m), Sverige